# Wizards of Waverly Place
Wizards of Waverly Place (conocida en Hispanoamérica como Los hechiceros de Waverly Place y en España como Los magos de Waverly Place), es una comedia de fantasía estadounidense para adolescentes creada por Todd J. Greenwald que se emitió en Disney Channel durante cuatro temporadas entre octubre de 2007 y enero de 2012. La serie se centra en tres hermanos magos y adolescentes, el hermano mayor Justin Russo (David Henrie), la hermana mediana Alex (Selena Gomez) y el hermano pequeño Max (Jake T. Austin), quienes viven en la calle titular en Greenwich Village en la sección de la ciudad de Nueva York. Los hermanos son entrenados con habilidades mágicas sabiendo que algún día competirán para ganar la custodia exclusiva de los poderes de su familia. Los episodios se centran en los desafíos de la familia para mantener ocultos sus poderes secretos mientras lidian con los problemas sociales y personales de su juventud. Utilizan con frecuencia la magia en su vida cotidiana, a veces de forma irresponsable, y desarrollan sus habilidades sobrenaturales a lo largo de la serie. Los principales temas representados incluyen la familia, la amistad y la adolescencia; la serie también contiene elementos de fantasía.
The Walt Disney Company desarrolló la serie para continuar con su exitosa línea de series de comedia en la década de 2000, incluidas Lizzie McGuire, The Suite Life of Zack & Cody y Hannah Montana. It's a Laugh Productions produjo el programa y se estrenó en Disney Channel el 12 de octubre de 2007, mientras que en el resto de Latinoamérica y España fue estrenada el 11 de abril y el 18 de enero de 2008, respectivamente. El 9 de abril de 2008, se confirmó la segunda temporada de la serie, la cual se estrenó el 12 de septiembre del mismo año en los Estados Unidos, el 2 de febrero de 2009 en Latinoamérica y el 20 de febrero de 2009 en España. Una adaptación cinematográfica hecha para televisión, Wizards of Waverly Place: The Movie se emitió en la cadena en 2009 y recibió un Premio Primetime Emmy al mejor programa infantil en 2010. Disney anunció la renovación de la serie para una tercera temporada, estrenada el 9 de octubre de 2009 en los Estados Unidos, el 14 de marzo de 2010 en Latinoamérica y el 8 de marzo de 2010 en España. En 2010, se anunció que habría una cuarta temporada estrenada fue estrenada el 12 de noviembre de 2010. La serie terminó el 6 de enero de 2012 para permitirle a Gomez asumir papeles más maduros. Después de su conclusión, el elenco regresó para un especial de televisión independiente, The Wizards Return: Alex vs. Alex, en 2013. Disney ordenó un piloto para una serie secuela protagonizada por Gomez y Henrie en enero de 2024.
Wizards of Waverly Place mantuvo una audiencia moderada en los Estados Unidos en la televisión abierta y los vínculos incluyeron productos, un álbum de banda sonora y adaptaciones de videojuegos. Los críticos de televisión elogiaron el programa por su humor y elenco; La afiliación de Gomez con la cadena llevó a una destacada carrera musical aparte del programa. Wizards of Waverly Place ganó dos Premios Emmy adicionales por mejor programa infantil y juvenil en 2009 y 2012, así como dos Premios Artios de la Casting Society of America por Logros sobresalientes en casting – programación de series infantiles entre 2009 y 2012.
Una serie secuela está programada para su estreno el 29 de octubre de 2024, titulada: Wizards Beyond Waverly Place creada por Jed Elinoff y Scott Thomas.

## Sinopsis

### Argumento

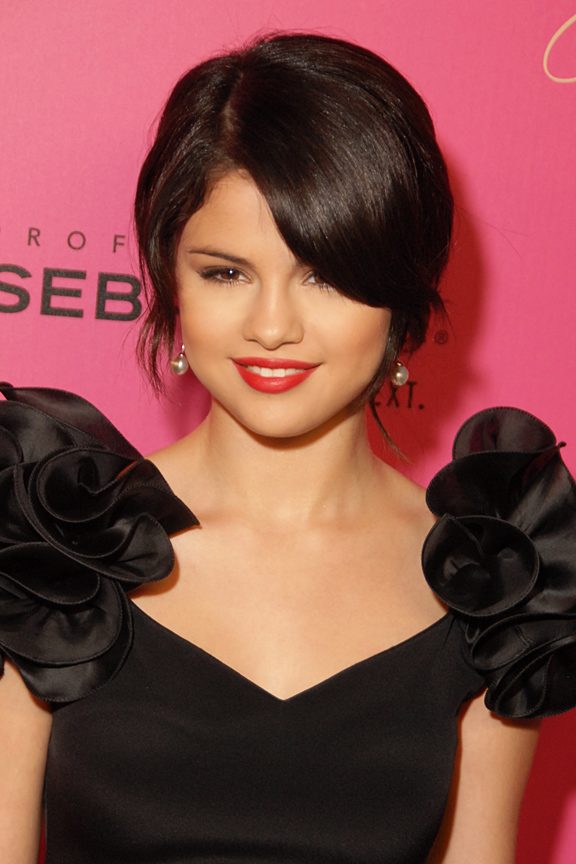
Selena Gomez, fotografiada en 2009, es el foco central del programa durante sus cuatro temporadas.

Alex, Justin y Max Russo son tres magos adolescentes en entrenamiento que viven en un apartamento en Waverly Place en Greenwich Village, Manhattan, Nueva York. En su tiempo libre, su padre Jerry Russo, un ex mago, les da a sus hijos lecciones diarias en su guarida secreta sobre cómo usar la magia de manera responsable. Jerry y su esposa Theresa dirigen un negocio familiar, una tienda de sándwiches diseñada para parecerse a una estación de metro, en la planta baja de su edificio de apartamentos. De acuerdo con las reglas del «Mundo de los Magos», una vez que completen su entrenamiento, los niños Russo competirán para determinar qué hermano conservará sus poderes de forma permanente y se convertirá en el único mago de la familia. Dado que los otros niños eventualmente perderán sus poderes, Jerry intenta enseñarles a no volverse dependientes de la magia. Jerry desciende de una familia de magos y ganó la competencia de su propia familia cuando era adolescente, pero renunció a sus poderes cuando se casó con Theresa, que es una mortal. Sus poderes fueron transferidos a su hermano menor, Kelbo. Alex debe mantener sus poderes ocultos a su mejor amiga, Harper Finkle, lo que provoca una tensión ocasional en su relación. Alex le revela su secreto a Harper en la segunda temporada; sin embargo, la existencia de los magos debe permanecer oculta para el mundo mortal en general.
En la tercera temporada, Harper se muda con la familia Russo y los esfuerzos de Max por ganar la competencia de magos familiares se vuelven más serios. Antes de la cuarta y última temporada, Alex y Justin son engañados para que expongan la existencia de magos a funcionarios del gobierno y a un grupo de reporteros. Se revela que todo el escenario fue una prueba ideada como parte de su entrenamiento y, en consecuencia, Alex y Justin son degradados a posiciones inferiores en la competencia familiar. Alex se siente abrumada por la pérdida de progreso y renuncia; más tarde se reincorpora para seguir saliendo con su novio hombre lobo, Mason Greyback. Mientras tanto, Justin se convierte en tutor de un grupo de magos delincuentes, lo que le ayuda a recuperar su posición en la competición. Al final de la serie, los hermanos compiten para ver quién conservará sus habilidades sobrenaturales. Alex gana el concurso de magos de la familia y recibe todos los poderes mágicos, mientras que a Justin se le permite conservar sus habilidades cuando asume el papel de director de WizTech, un internado para jóvenes magos en formación. Max pierde sus poderes pero se convierte en el nuevo gerente de la tienda de sándwiches de la familia, y también consigue inversiones del mundo mágico.

### Temas
La serie trata el tema de las identidades secretas. Explora la fantasía que los niños pueden experimentar de querer poderes mágicos, de la misma manera que Hannah Montana explora la fantasía de ser una estrella del pop. Series como Sabrina the Teenage Witch y la franquicia de Harry Potter, y una tendencia hacia el género televisivo de fantasía, hicieron populares las historias sobre niños con poderes mágicos. Los episodios de Wizards of Waverly Place generalmente muestran a los niños Russo usando magia para resolver rápidamente un problema en sus vidas personales, pero aprenden a no volverse dependientes de sus poderes, ya que se espera que solo uno de los hermanos los retenga después de la competencia familiar. Los niños intentan llevar una vida normal; El programa presenta la idea de que la vida se puede disfrutar sin magia. Los conflictos en la serie surgen de la lucha de Alex por equilibrar su vida pública y privada; su identidad se basa en los poderes mágicos que debe mantener ocultos. El académico Colin Ackerman sugiere que el concepto de magia en la serie es una forma de privilegio social y se anima a los niños Russo a mantener oculta su ventaja. Creía que los personajes están influenciados por valores impulsados por el consumo, por cosas que pueden lograr fácilmente usando la magia.
Las historias del programa se centran en la familia, los amigos y el crecimiento. La familia Russo es representada como de clase trabajadora y dirigen un negocio familiar en la industria de servicios. Jerry y Theresa enseñan a sus hijos el significado de la familia, el trabajo duro y la responsabilidad; los personajes aprenden regularmente lecciones como la importancia de mantenerse fiel a uno mismo. La académica Heidi Denzel de Tirado argumentó que Alex comprende la profundidad de los valores familiares sólo durante la competencia de magos, cuando ella y Justin deciden dejar de lado su éxito personal en beneficio de la familia. La serie explora la herencia familiar; La familia Russo tiene antecedentes mixtos (italianos, mexicanos y estadounidenses), pero su cultura no aparece de manera destacada en la mayoría de los episodios, con excepciones ocasionales, como la quinceañera de Alex. La académica Morgan Genevieve Blue dijo que Alex está diseñado para ser representativo de la niñez latinoamericana.

## Elenco y personajes

### Principales
- Selena Gomez como Alex Russo, la hija de en medio de los Russo. Una hechicera rebelde y astuta, que a menudo se mete en problemas por la magia.
- David Henrie como Justin Russo, el hijo mayor de los Russo. Un hechicero inteligente, estudioso y auto considerado como nerd, que es el más aplicado en la magia.
- Jake T. Austin como Max Russo, el hijo menor de los Russo. Un hechicero que por su edad es  infantil y despreocupado.
- Jennifer Stone como Harper Finkle, la mejor amiga de Alex, que tiene una gran creatividad con la ropa y el diseño.
- Maria Canals-Barrera como Theresa Russo, la madre de los Russo y esposa de Jerry, que maneja el negocio familiar junto a su familia.
- David DeLuise como Jerry Russo, el padre de los Russo y esposo de Theresa, que le enseña sobre magia a sus hijos, además, maneja el negocio familiar.

### Secundarios
- Ian Abercrombie como el profesor Crumbs (temporadas 1–4), el director del Tec de Magia.
- Dan Benson como Zeke  Beakerman (temporadas 1-4), el mejor amigo de Justin.
- Bill Chott como Hershel Laritate (temporadas 1–4), el director de la secundaria Tribeca.
- Josh Sussman como Eno Normous (temporadas 1–2, 4), es un gigante y amigo de Alex en el Tec de magia.
- Jeff Garlin como Monte Carlo Kelbo Russo (temporadas 1–3), el hermano de Jerry y tío de los Russo, que ganó la competencia de magia familiar.
- Skyler Samuels como Gertrude «Gigi» Hollingsworth (temporadas 1–2), una estudiante de la secundaria Tribeca y rival de Alex.
- Amanda Tepe como mujer monótona (temporadas 1–2), una mujer que aparece a lo largo de los episodios en diferentes trabajos.
- Bridgit Mendler como Juliet Van Heusen (temporadas 2–4), una joven vampiro y principal interés amoroso de Justin, y posteriormente novia.
- Daniel Samonas como Dean Moriarty (temporadas 2, 4), un estudiante de la secundaria Tribeca y exnovio de Alex.
- Gregg Sulkin como Mason Greyback (temporadas 3–4), un joven inglés hombre lobo y novio de Alex.
- Andy Kindler como Chancellor Rootie Tootietootie (temporadas 3–4), es el jefe del consejo de caza de monstruos.
- Hayley Kiyoko como Stephanie «Stevie» Nichols (temporada 3), una joven rebelde y amiga de Alex.
- Fred Stoller como Dexter Quesenberry (temporada 4)
- John Rubinstein como Gorog (temporada 4), un ángel de la oscuridad y el líder de los angeles oscuros.
- McKaley Miller como Talia Robinson (temporada 4), la novia de Max.
- Bailee Madison como Maxine Russo (temporada 4), la versión femenina de Max cuando Alex accidentalmente hizo un hechizo que volvió a Max en una niña.
- Leven Rambin como Rosie (temporada 4), un ángel y breve novia de Justin.
- Frank Pacheco como Felix (temporada 4)

## Episodios
| Temporada | Temporada | Episodios | Episodios | Emisión original         | Emisión original      | Emisión original |
| Temporada | Temporada | Episodios | Episodios | Primera emisión          | Última emisión        | Cadena           |
| --------- | --------- | --------- | --------- | ------------------------ | --------------------- | ---------------- |
|           | 1         | 21        | 21        | 12 de octubre de 2007    | 31 de agosto de 2008  | Disney Channel   |
|           | 2         | 30        | 30        | 12 de septiembre de 2008 | 21 de agosto de 2009  | Disney Channel   |
|           | Película  | Película  | Película  | 28 de agosto de 2009     | 28 de agosto de 2009  | Disney Channel   |
|           | 3         | 28        | 28        | 9 de octubre de 2009     | 15 de octubre de 2010 | Disney Channel   |
|           | 4         | 27        | 27        | 12 de noviembre de 2010  | 6 de enero de 2012    | Disney Channel   |
|           | Especial  | Especial  | Especial  | 15 de marzo de 2013      | 15 de marzo de 2013   | Disney Channel   |

### Cruce conThe Suite Life on DeckyHannah Montana
El episodio "Cast-Away (To Another Show)" era la primera parte de un triple cruce que continuaba en The Suite Life on Deck y concluía en Hannah Montana. El personaje de Justin llevaba a Alex y Max a Hawái a bordo del crucero SS Tipton tras haber ganado unos boletos. Fingía ser un médico para poder impresionar a London Tipton, mientras que Alex usaba la magia para traer a su amiga Harper al barco. Durante el crucero, Alex le gastó una broma a Justin que lo hizo aparecer de color azul, mientras Hannah Montana abordaba el barco para asistir a un concierto en Hawái, lo que llevaba a Cody a tratar de conseguir boletos para él y Bailey.

### Wizards of Waverly Place: The Movie
La película original de Disney Channel, basada en la serie, se estrenó el 28 de agosto de 2009 en Disney Channel. Wizards of Waverly Place: The Movie fue filmada en el hotel caribeño de Hilton de Puerto Rico, en Los Ángeles y en la ciudad de Nueva York del 16 de febrero al 27 de marzo de 2009. La película recibió 11,4 millones de espectadores en su estreno, con lo que se convirtió en el segundo estreno más visto de una película original de Disney Channel en los Estados Unidos después de High School Musical 2. Fue la séptima transmisión por cable básica más vista en 2009. Ganó un Premio Primetime Emmy en 2010 por "Programa Infantil Excepcional".

### The Wizards Return: Alex vs. Alex
El 27 de septiembre de 2012, Disney Channel anunció que Wizards of Waverly Place volvería para un especial de una hora de duración, cuya producción comenzó el 22 de octubre de 2012 y terminó el 10 de noviembre de 2012, para ser estrenado en el canal por cable a principios de 2013. El especial, con producción ejecutiva de Selena Gomez al lado de los productores ejecutivos de la serie Vince Cheung y Ben Montanio (quienes también coescribieron el especial con Dan Berendsen), se centra en la visita de los Russo, Mason y Harper a Italia para conocer a los parientes lejanos de un lado de la familia de Jerry. En un intento de demostrar a su familia que no es solamente una mera hechicera despreocupada, Alex lanza sin darse cuenta un hechizo que crea dos versiones de ella con diferentes personalidades: una versión malvada de Alex que termina involucrada en el plan de otro mago para dominar el mundo, y una versión buena que al descubrir el plan del mago, intenta encontrar una manera de salvar a su familia y a la humanidad, dando lugar a una batalla literal entre el bien y el mal en lo alto de la torre inclinada de Pisa. La película se tituló The Wizards Return: Alex vs. Alex y se estrenó el 15 de marzo de 2013.

## Producción

### Desarrollo

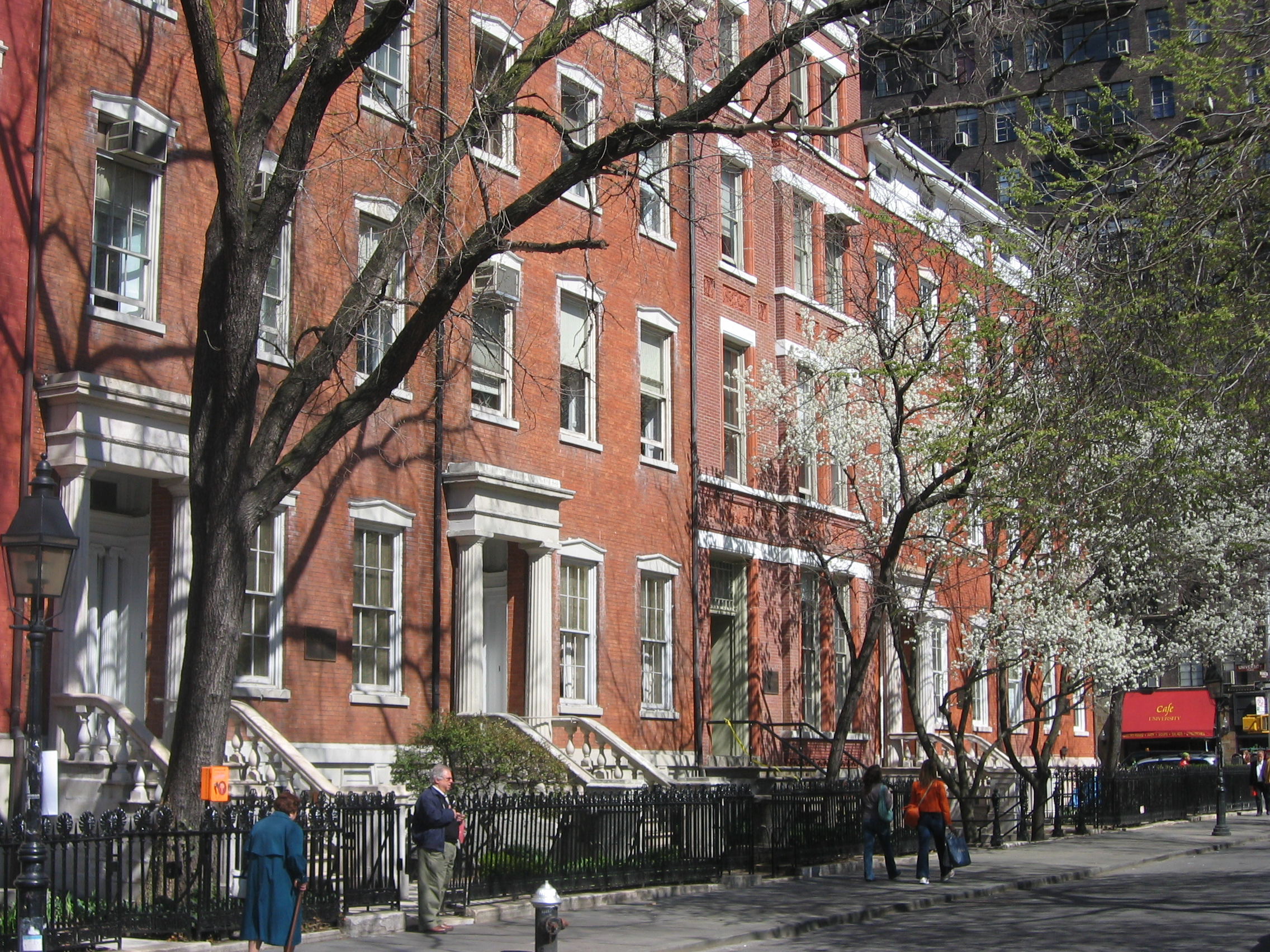
La serie está ambientada en Waverly Place en el Greenwich Village de Nueva York.

A principios de la década de 2000, The Walt Disney Company encontró el éxito a través de su red de televisión de pago Disney Channel con un patrón de series de comedia originales para un público adolescente y familiar, como Lizzie McGuire, The Suite Life of Zack & Cody y Hannah Montana. La cadena planeó aprovechar estos éxitos con una nueva serie de comedia dirigida a niñas. Wizards of Waverly Place fue creado por Todd J. Greenwald, quien anteriormente había trabajado en la primera temporada de Hannah Montana. También había trabajado en un piloto para NBC; Disney lo contrató después de verlo. Greenwald adoptó la idea de la cadena de un programa centrado en una familia de magos. La serie está ambientada en una versión ficticia de Waverly Place en Greenwich Village. Peter Murrieta había trabajado anteriormente en la comedia Hope & Faith en la ciudad de Nueva York y se había mudado a Los Ángeles antes de que Disney se acercara a él para ayudarlo a desarrollar la serie. Cuando Murrieta se unió al proyecto como productor ejecutivo, se tituló The Amazing O'Malleys; pensó que sólo producirían un piloto. Nunca había producido un programa dirigido a un público juvenil y tenía miedo de participar. Murrieta ayudó a guiar la escritura y el casting durante todo el proceso de desarrollo y reescribió el piloto. Adam Bonnett, un ejecutivo de programación de Disney Channel, citó la influencia de las comedias Bewitched y I Dream of Jeannie en la serie.
Los ejecutivos de Disney conocieron a Selena Gomez por primera vez en un casting abierto en Texas a los doce años, y luego apareció como invitada en programas de Disney Channel, incluido The Suite Life of Zack & Cody. La cadena vio potencial en Gomez y quería que protagonizara una serie completa. Filmó dos pilotos para la cadena, Arwin! (un spin-off de The Suite Life of Zack & Cody) y Stevie Sanchez (un spin-off de Lizzie McGuire); Ninguna de estas series recibió luz verde, pero Gomez finalmente fue elegida para Wizards of Waverly Place. El piloto no emitido se desarrolló en una tienda de magia y presentaba solo a dos hermanos, los gemelos Jordan y Julia. El programa recibió luz verde después de este piloto. Gomez se incorporó a la serie en febrero de 2007, al igual que David Henrie y Jake T. Austin; los personajes se llamaban Brooke, Sully y Max O'Malley en esta etapa. En marzo de 2007, la cadena anunció oficialmente Disney's Wizards como una próxima comedia que se estrenará en otoño. En el momento del anuncio, los personajes se llamaban Alexa, Aaron y Max Esposito. Greenwald y Murrieta sirvieron como productores ejecutivos; Murrieta cambió el apellido de la familia a Russo y escribió a los niños como «mestizos». Gomez apareció como invitada en Hannah Montana como promoción cruzada de la nueva serie; Wizards eventualmente se transmitiría en un intervalo de tiempo después de su serie homóloga.

### Casting
Selena Gomez interpreta al personaje central de Alex Russo. Gomez había dejado la escuela tradicional después del séptimo grado y se mudó a Los Ángeles. Ella canta el tema principal de la serie, «Everything Is Not What It Seems». Su banda Selena Gomez & the Scene fue contratada por Disney para su sello, Hollywood Records; Posteriormente, Gomez siguió una destacada carrera musical en solitario. Alex ha sido descrita como oscura, grosera y una idiota, así como una «bromista de bajo rendimiento". Se caracteriza por su actitud marimacha, rebelde y vaga. Gomez pidió que su personaje permaneciera nervioso para parecerse a su propio estilo. La interpretación de Jennifer Aniston de Rachel Green en Friends inspiró a Gomez, quien adoptó gestos similares mientras interpretaba a Alex.
David Henrie interpreta a Justin Russo, a quien se considera sarcástico. Greenwald describió a Justin como un nerd, en comparación con el «personaje femenino duro» de Alex. Henrie escribió dos episodios de la serie, «Alex's Logo» y «Meet the Werewolves». Max Russo es interpretado por Jake T. Austin, quien dijo que el personaje no era inteligente, pero se vuelve un poco más inteligente hacia el final de la serie. Su personaje se transformó temporalmente en una mujer más joven en la cuarta temporada debido a un hechizo mágico; Bailee Madison interpretó a la contraparte femenina, Maxine, mientras que Austin tomó una pausa del programa. Maria Canals-Barrera interpreta a la madre de los niños, Theresa Russo; David DeLuise interpreta a su padre, Jerry Russo. Barry Garron de The Hollywood Reporter describe a los padres como cariñosos pero «un poco tontos». DeLuise y Austin no aparecieron en el piloto no emitido. Jennifer Stone interpreta a la mejor amiga de Alex, Harper, a quien Joanna Weiss de Boston.com describió como un «alivio cómico». Stone había hecho previamente una audición para un piloto de Disney Channel llamado Bus Life, que no fue elegido. Originalmente planeó hacer una audición para el papel de Alex en Wizards antes de ser elegida como Harper, y afirmó que «luchó» para convertirse en una serie regular. Las estrellas invitadas durante el transcurso de la serie incluyen a Bridgit Mendler como Juliet van Heusen, la novia vampira de Justin, y Gregg Sulkin como Mason Greyback, el novio hombre lobo de Alex.

### Escritura y filmación
Murrieta optó por escribir a la familia Russo como «mestiza», y sintió que las relaciones argumentativas entre los hermanos Russo se parecían a las de su infancia. Greenwald creía que la dinámica hermano-hermana estaba en el centro del espectáculo. Murrieta afirmó que la intención del equipo creativo era que Alex fuera abiertamente bisexual, pero no pudieron hacerlo explícito en ese momento. Se refirió al personaje invitado Stevie, interpretada por Hayley Kiyoko, como un posible interés amoroso femenino para Alex. Wizards of Waverly Place se filmó en Hollywood Center Studios.
La serie fue renovada para una tercera temporada en mayo de 2009, y se agregaron ocho episodios al pedido en septiembre. Murrieta abandonó el programa al finalizar la tercera temporada en abril de 2010. Más tarde afirmó que no fue invitado nuevamente como showrunner para la cuarta temporada debido a diferencias creativas. La cuarta temporada de Wizards of Waverly Place se ordenó en junio de 2010. Vince Cheung y Ben Montanio se convirtieron en los nuevos showrunners y productores ejecutivos junto a Greenwald; Gomez anunció en julio que sería la última temporada del programa. Austin afirmó que la serie terminó para permitirle a Gomez desempeñar papeles más maduros; Marah Eakin, de The A.V. Club, especuló que Gomez se había vuelto más popular que el programa en sí y que era hora de que ella siguiera adelante. El final de la serie se emitió el 6 de enero de 2012; El episodio muestra la competencia de magos de la familia.

## Recepción

### Recepción de la crítica
Wizards of Waverly Place ha recibido críticas positivas por sus actores y sus habilidades cómicas. Marah Eakin sintió que era una desviación positiva de la serie típica de Disney, con un humor mínimo pero aún con una actuación exagerada. Gomez fue elogiada por su ritmo cómico y su expresión sarcástica; Mary McNamara, de Los Angeles Times, describió su interpretación de Alex como «dulce y atrevida». Además, McNamara creía que Justin y Max no servían como alivio cómico; Jake T. Austin fue llamado «absurdamente hilarante» por el bloguero Mark Robinson. Garron describió a los personajes centrales como «lindos, precoces, pero lejos de ser angelicales», y dijo que los niños espectadores querrían ver más. Además del elenco y el humor, también se elogió el concepto y los temas de la serie. Los críticos sugirieron que la serie aprovechó el éxito de la franquicia de Harry Potter, y también fue comparada con Bewitched por las similitudes en sus elementos mágicos. Robinson la catalogó como una de las mejores comedias de situación de Disney, quien escribió que la serie combinaba fantasía y comedia «a la perfección». Mientras la cuarta temporada estaba al aire, Eakin dijo que la calidad de la serie no había disminuido y tiene mucho corazón, profundidad y «sentimiento real». McNamara elogió el programa por no depender de trucos o risas.
Algunos personajes fueron criticados por los críticos; Paul Asay, del sitio web cristiano Plugged In, no veía a Alex como un modelo positivo debido a su naturaleza rebelde, y Weiss describió a los padres como tontos. Ackerman criticó los mensajes contradictorios del programa y dijo que nunca hay consecuencias para los niños Russo que abusan de sus poderes mágicos; sintió que los personajes parecen olvidar las lecciones que aprenden y continúan cometiendo los mismos errores. Las lecciones que Jerry enseña sobre cómo vivir la vida sin magia se interpretaron como inútiles, ya que cuando termina la serie, tanto Alex como Justin conservan sus habilidades. El entorno de Greenwich Village también fue problemático para Ackerman, ya que sugirió que los Russo, una familia de clase trabajadora, no serían financieramente capaces de vivir en uno de los barrios más caros de Nueva York. El programa ha sido criticado por su premisa predecible y elementos sobrenaturales, descritos por Weiss como «menos mágicos que tostadas». Al revisar el final de la serie, Eakin criticó la calidad de la vestimenta de los magos y el uso de una pista de risa. Los críticos han criticado los efectos especiales del programa, como la animación por computadora de un grifo. Asay se refirió a la representación de los ángeles en el programa como «espiritualmente engañosa».

### Clasificaciones de televisión de Estados Unidos
Wizards of Waverly Place se estrenó el 12 de octubre de 2007, la misma noche que el estreno de Twitches Too en la cadena, y atrajo a 5,9 millones de espectadores. El final de la serie de una hora, «Who Will Be the Family Wizard?», se emitió el 6 de enero de 2012 y se convirtió en el episodio más visto del programa, con una audiencia de 9,8 millones. 
| Temporada | Episodios | Intervalo de tiempo (ET) | Estreno de la temporada  | Final de la temporada | Promedio de espectadores (millones) |
| --------- | --------- | ------------------------ | ------------------------ | --------------------- | ----------------------------------- |
| 1         | 21        | Viernes 8:30pm           | 12 de octubre de 2007    | 31 de agosto de 2008  | 4.2                                 |
| 2         | 30        | Domingo 8:30pm           | 12 de septiembre de 2008 | 21 de agosto de 2009  | 4.54                                |
| 3         | 28        | Viernes 8:00pm           | 9 de octubre de 2009     | 15 de octubre de 2010 | 3.94                                |
| 4         | 27        | Viernes 8:00pm           | 12 de noviembre de 2010  | 6 de enero de 2012    | 3.87                                |

## Mercadotecnia

### Ediciones en DVD

#### Recopilaciones
| Nombre                                           | Episodios                                                                                  | Región 1                 | Región 2 | Extras |
| ------------------------------------------------ | ------------------------------------------------------------------------------------------ | ------------------------ | -------- | --- |
| Wizards of Waverly Place: Wizard School          | «Wizard School Part 1», «Wizard School Part 2», «Curb Your Dragon», «Disenchanted Evening» | 29 de julio de 2008      | —        | - Work It Like a Wizard (Con el elenco detrás de las escenas) |
| Wizards of Waverly Place: Supernaturally Stylin' | «Credit Check», «Smarty Pants», «Beware Wolf», «Graphic Novel»                             | 10 de febrero de 2009    | —        | - Fashionista Presto Chango! (Una mirada al vestuario detrás de las escenas) |
| Wizards on Deck with Hannah Montana              | «Cast-Away (To Another Show)», «Double-Crossed», «Super(stitious) Girl»                    | 22 de septiembre de 2009 | —        | - Justin's Award-Winning Essay (Vídeo del ensayo ganador de Justin) - It's a Suite Life Having Fun with Hannah & the Wizards (Bromas y entrevistas entre bastidores con los actores) |
| The Wizards Return: Alex vs. Alex                | Especial para televisión                                                                   | 25 de junio de 2013      | —        | - «Who Will Be the Family Wizard?» (Último episodio de la serie original) |

#### Lanzamiento de temporadas
| Nombre                                        | Episodios | Región 2             | Región 4             | Extras                                                                       |
| --------------------------------------------- | --- | -------------------- | -------------------- | ---------------------------------------------------------------------------- |
| Temporada 1. Volumen 1: Work It Like a Wizard | «Crazy 10-Minutes Sale», «First Kiss», «I Almost Drowned in a Chocolate Fountain», «New Employee», «Disenchanted Evening», «You Can't Always Get What You Carpet», «Alex's Choice» | 5 de octubre de 2009 | 3 de marzo de 2010   | - Work It Like a Wizard (Con el elenco detrás de las escenas)                |
| Temporada 1. Volumen 2: Magic Training        | «Curb Your Dragon», «Movies», «Pop Me and We Both Go Down», «Potion Commotion», «Justin's Little Sister», «Wizard School Part 1», «Wizard School Part 2»                           | 5 de octubre de 2009 | 2 de junio de 2010   | - "Casting" a Spell (Sobre el reparto de la serie)                           |
| Temporada 1. Volumen 3: Stylin' Powers        | «The Supernatural», «Alex in the Middle», «Report Card», «Credit Check», «Alex's Spring Fling», «Quinceañera», «Art Museum Piece»                                                  | 5 de octubre de 2009 | 21 de agosto de 2010 | - Fashionista Presto Chango! (Una mirada al vestuario detrás de las escenas) |

La primera temporada completa fue lanzada el 10 de septiembre de 2009 en Alemania, el 1 de octubre de 2009 en España, el 3 de marzo de 2010 en Francia y el 12 de marzo de 2010 en Polonia.

## Continuación
Los principales miembros del reparto han mencionado la posibilidad de una serie de reunión desde 2017. En agosto de 2020, Henrie comentó que todos los actores clave estaban abiertos a producir una revisitación de la serie. Aclaró que aún no se habían producido discusiones formales con Disney.
En octubre de 2017, Greenwald dijo que le gustaría ver una continuación de Wizards of Waverly Place con un largometraje de alto presupuesto en la línea de Harry Potter. También compartió una idea para una serie de precuela que seguiría a Jerry mientras asistía a WizTech en sus años de secundaria, y en la que aparecerían sus hermanos. Henrie sugirió que la revisitación podría girar en torno a una familia Russo desconectada, varios años después, que están encontrando el éxito por separado, pero deben aprender a reunirse nuevamente.
A inicios de 2024 de anunció el regreso de la serie, siendo una serie secuela llamada Wizards Beyond Waverly Place está prevista para el 29 de octubre de 2024 en Disney Channel y Disney+. Contando con David Henrie como protagonista y teniendo el regreso de Selena Gomez, Maria Canals-Barrera, y David DeLuise. Gomez y Henrie también desempeñan el rol de productores.

## Premios y nominaciones
| Año  | Premio                            | Categoría                                                                                | Nominado                                                    | Resultado |
| ---- | --------------------------------- | ---------------------------------------------------------------------------------------- | ----------------------------------------------------------- | --------- |
| 2008 | ALMA Award                        | Excelente actuación masculina en una serie de televisión de comedia                      | Jake T. Austin                                              | Nominado  |
| 2008 | ALMA Award                        | Excelente actuación femenina en una serie de televisión de comedia                       | Selena Gomez                                                | Nominada  |
| 2008 | ALMA Award                        | Excelente actuación femenina en una serie de televisión de comedia                       | Maria Canals-Barrera                                        | Nominada  |
| 2008 | Casting Society of America        | Logro sobresaliente en la selección de intérpretes - Programación de serie infantil      | Ruth Lambert y Robert McGee                                 | Nominados |
| 2008 | Directors Guild of America        | Mejor director en un programa infantil/juvenil                                           | Fred Savage (episodio «Crazy 10-Minute Sale»)               | Nominado  |
| 2008 | Imagen Award                      | Mejor actriz - Televisión                                                                | Selena Gomez                                                | Nominada  |
| 2008 | Imagen Award                      | Mejor actriz secundaria - Televisión                                                     | Maria Canals-Barrera                                        | Nominada  |
| 2008 | Young Artist Award                | Mejor interpretación de un conjunto joven en una serie de televisión                     | Selena Gomez, David Henrie, Jennifer Stone y Jake T. Austin | Nominados |
| 2009 | ALMA Award                        | Actor en televisión - Comedia                                                            | Jake T. Austin                                              | Nominado  |
| 2009 | ALMA Award                        | Actriz en televisión - Comedia                                                           | Selena Gomez                                                | Ganadora  |
| 2009 | ALMA Award                        | Actriz en televisión - Comedia                                                           | Maria Canals-Barrera                                        | Nominada  |
| 2009 | ALMA Award                        | Detrás de las cámaras                                                                    | Peter Murrieta                                              | Nominado  |
| 2009 | Casting Society of America        | Logro sobresaliente en la selección de intérpretes - Programación de serie infantil      | Ruth Lambert y Robert McGee                                 | Ganadores |
| 2009 | Primetime Emmy                    | Programa infantil/juvenil excepcional                                                    | Wizards of Waverly Place                                    | Ganadores |
| 2009 | NAACP Image Award                 | Actuación sobresaliente en un programa juvenil/infantil - Serie o especial               | Selena Gomez                                                | Nominada  |
| 2009 | Imagen Award                      | Mejor actriz - Televisión                                                                | Selena Gomez                                                | Nominada  |
| 2009 | Imagen Award                      | Mejor actriz secundaria - Televisión                                                     | Maria Canals-Barrera                                        | Nominada  |
| 2009 | Kids' Choice Awards Australia     | Estrella de televisión internacional favorita                                            | Selena Gomez                                                | Nominada  |
| 2009 | Kids' Choice Awards 2009          | Actriz de televisión favorita                                                            | Selena Gomez                                                | Ganadora  |
| 2009 | Teen Choice Awards                | Compañero de televisión                                                                  | Jake T. Austin                                              | Nominado  |
| 2009 | Young Artist Award                | Mejor actuación en una serie de televisión (comedia o drama) - Actriz joven protagonista | Selena Gomez                                                | Nominada  |
| 2009 | Young Artist Award                | Mejor actuación en una serie de televisión (comedia o drama) - Actor joven protagonista  | Jake T. Austin                                              | Nominado  |
| 2010 | British Academy Children's Awards | Niños BAFTA votan: TV                                                                    | Wizards of Waverly Place                                    | Ganadores |
| 2010 | Casting Society of America        | Logro sobresaliente en la selección de intérpretes - Programación de serie infantil      | Ruth Lambert y Robert McGee                                 | Nominados |
| 2010 | Primetime Emmy                    | Programa infantil/juvenil excepcional                                                    | Wizards of Waverly Place                                    | Nominado  |
| 2010 | Gracie Allen Awards               | Mejor estrella femenina en ascenso en una serie de comedia                               | Selena Gomez                                                | Ganadora  |
| 2010 | Hollywood Teen TV Awards          | Actor adolescente en comedia                                                             | Gregg Sulkin                                                | Nominado  |
| 2010 | NAACP Image Award                 | Actuación sobresaliente en un programa juvenil/infantil - Serie o especial               | Selena Gomez                                                | Nominada  |
| 2010 | Kids' Choice Awards Australia     | Estrella de televisión favorito                                                          | Selena Gomez                                                | Ganadora  |
| 2010 | Kids' Choice Awards Australia     | Programa de televisión favorito                                                          | Wizards of Waverly Place                                    | Nominados |
| 2010 | Kids Choice Awards México         | Personaje internacional femenino favorito                                                | Selena Gomez                                                | Nominada  |
| 2010 | Kids' Choice Awards 2010          | Actriz de televisión favorita                                                            | Selena Gomez                                                | Ganadora  |
| 2010 | Kids' Choice Awards 2010          | Programa de televisión favorito                                                          | Wizards of Waverly Place                                    | Nominados |
| 2010 | Teen Choice Awards                | Actriz de televisión - Comedia                                                           | Selena Gomez                                                | Ganadora  |
| 2010 | Teen Choice Awards                | Programa de televisión - Comedia                                                         | Wizards of Waverly Place                                    | Nominados |
| 2010 | Young Artist Award                | Mejor actuación en una serie de televisión (comedia o drama) - Actor joven protagonista  | Jake T. Austin                                              | Nominado  |
| 2011 | ALMA Award                        | Actriz de televisión favorita - Papel protagonista en una comedia                        | Selena Gomez                                                | Nominada  |
| 2011 | ALMA Award                        | Actriz de televisión favorita - Papel secundario                                         | Maria Canals-Barrera                                        | Ganadora  |
| 2011 | ALMA Award                        | Serie de televisión favorita                                                             | Wizards of Waverly Place                                    | Nominados |
| 2011 | Casting Society of America        | Logro sobresaliente en la selección de intérpretes - Programa de serie infantil          | Ruth Lambert y Robert McGee                                 | Nominados |
| 2011 | Primetime Emmy                    | Programa infantil/juvenil excepcional                                                    | Wizards of Waverly Place                                    | Nominados |
| 2011 | Primetime Emmy                    | Excelente cinematografía para una serie con cámaras múltiples                            | Rick Frank Gunter (episodio «Dancing with Angels»)          | Nominado  |
| 2011 | NAACP Image Award                 | Actuación sobresaliente en un programa juvenil/infantil - Serie o especial               | Selena Gomez                                                | Nominada  |
| 2011 | NAACP Image Award                 | Programa infantil excepcional                                                            | Wizards of Waverly Place                                    | Nominado  |
| 2011 | Imagen Award                      | Mejor actriz joven - Televisión                                                          | Selena Gomez                                                | Ganadora  |
| 2011 | Imagen Award                      | Mejor actriz secundaria - Televisión                                                     | Maria Canals-Barrera                                        | Nominada  |
| 2011 | Kids' Choice Awards Argentina     | Programa favorito de televisión internacional                                            | Wizards of Waverly Place                                    | Nominado  |
| 2011 | Kids' Choice Awards Australia     | Estrella de televisión favorito                                                          | Selena Gomez                                                | Ganadora  |
| 2011 | Kids' Choice Awards Australia     | Programa de televisión favorito                                                          | Wizards of Waverly Place                                    | Ganadores |
| 2011 | Kids' Choice Awards México        | Programa internacional favorito                                                          | Wizards of Waverly Place                                    | Nominado  |
| 2011 | Kids' Choice Awards 2011          | Actriz de televisión favorita                                                            | Selena Gomez                                                | Ganadora  |
| 2011 | Kids' Choice Awards 2011          | Compañero de televisión favorito                                                         | David Henrie                                                | Nominado  |
| 2011 | Kids' Choice Awards 2011          | Programa de televisión favorito                                                          | Wizards of Waverly Place                                    | Nominado  |
| 2011 | Teen Choice Awards                | Actriz de televisión - Comedia                                                           | Selena Gomez                                                | Ganadora  |
| 2011 | Teen Choice Awards                | Programa de televisión - Comedia                                                         | Wizards of Waverly Place                                    | Nominados |
| 2011 | Young Artist Award                | Mejor actuación en una serie de televisión - Actriz joven invitada, entre 11-15 años     | Bella Thorne                                                | Nominada  |
| 2011 | Youth Rock Awards                 | Mejor elenco (televisión/comedia)                                                        | Wizards of Waverly Place                                    | Nominado  |
| 2011 | Youth Rock Awards                 | Mejor compañero (televisión/película)                                                    | Jake T. Austin                                              | Nominado  |
| 2012 | Casting Society of America        | Logro sobresaliente en la selección de intérpretes - Programación de serie infantil      | Ruth Lambert y Robert McGee                                 | Ganadores |
| 2012 | Primetime Emmy                    | Programa infantil excepcional                                                            | Wizards of Waverly Place                                    | Ganadores |
| 2012 | Hollywood Teen TV Awards          | Actriz de televisión favorita                                                            | Selena Gomez                                                | Nominada  |
| 2012 | Hollywood Teen TV Awards          | Actor de televisión favorito                                                             | Jake T. Austin                                              | Ganador   |
| 2012 | Hollywood Teen TV Awards          | Programa de televisión favorito                                                          | Wizards of Waverly Place                                    | Ganador   |
| 2012 | NAACP Image Award                 | Escritura sobresaliente en una serie de comedia                                          | Vince Cheung y Ben Montanio (por Wizards vs Angels)         | Nominados |
| 2012 | Imagen Award                      | Mejor actriz joven - Televisión                                                          | Selena Gomez                                                | Nominada  |
| 2012 | Kids' Choice Awards 2012          | Actriz de televisión favorita                                                            | Selena Gomez                                                | Ganadora  |
| 2012 | Kids' Choice Awards 2012          | Compañero de televisión favorito                                                         | Jennifer Stone                                              | Nominada  |
| 2012 | Kids' Choice Awards 2012          | Programa de televisión favorito                                                          | Wizards of Waverly Place                                    | Nominados |
| 2012 | Young Artist Award                | Mejor actuación en una serie de televisión - Actor joven invitado, entre 14-17 años      | L.J. Benet                                                  | Nominado  |
| 2012 | Young Artist Award                | Mejor actuación en una serie de televisión - Actriz joven recurrente, entre 17-21 años   | Bridgit Mendler                                             | Nominada  |
| 2013 | Kids Choice Awards USA            | «Actriz de televisión favorita»                                                          | Selena Gomez                                                | Ganadora  |
| 2013 | Kids Choice Awards USA            | «Actor de televisión favorito»                                                           | Jake T. Austin                                              | Nominado  |
| 2013 | Kids Choice Awards USA            | «Programa de televisión favorito»                                                        | Wizards of Waverly Place                                    | Nominados |

## Otros medios

### Películas y especiales
Disney Channel pidió al equipo ejecutivo de la serie, incluidos Murrieta y Greenwald, que adaptaran la serie a una película para televisión. Wizards of Waverly Place: The Movie se emitió en la cadena el 28 de agosto de 2009 y fue protagonizada por Gomez, Henrie, Austin, Stone, Canals-Barrera y DeLuise. Fue filmado en locaciones de San Juan, Puerto Rico, y muestra a la familia Russo en unas vacaciones en el Caribe. En la película, escrita por Dan Berendsen, Alex realiza sin querer un hechizo mágico que altera la historia de modo que sus padres nunca se conocen. La transmisión tuvo 11,4 millones de espectadores, y ganó un premio Primetime Emmy en 2010 por mejor programa infantil. En junio de 2010 se encargó una segunda película para televisión, cuya producción estaba prevista para 2011. Sin embargo, en 2012, Austin dijo que había sido cancelada debido a la maduración de las carreras del elenco. Berendsen iba a escribir el guion.
En septiembre de 2012 se informó que se produciría para la cadena un especial de televisión de una hora, The Wizards Return: Alex vs. Alex, con Gomez en el papel de productor ejecutivo junto a Cheung, Dan Cross y David Hoge. Gomez, Austin, Stone, Canals-Barrera, DeLuise y Sulkin regresaron para el especial que comenzó a filmarse en octubre en Los Ángeles. El especial muestra a la familia Russo viajando a Toscana, Italia, para reunirse con familiares, antes de que Alex accidentalmente lance un hechizo que crea una versión buena y mala de sí misma. Cheung, Montanio y Berendsen escribieron el guion y Víctor González dirigió. El especial se estrenó el 15 de marzo de 2013 y fue visto por 5,9 millones de espectadores.

### Comercialización
Walt Disney Records lanzó un álbum de banda sonora para la serie el 4 de agosto de 2009, que incluye canciones de la serie y la película e inspiradas en ellas. Disney Interactive Studios lanzó dos videojuegos basados en la serie para Nintendo DS: Wizards of Waverly Place en agosto de 2009 y Wizards of Waverly Place: Spellbound en noviembre de 2010.

### Adaptación de Malasia
En 2019 se produjo una adaptación malaya de la serie, Wizards of Warna Walk, para Disney Channel en el sudeste asiático. La serie tuvo 14 episodios y se filmó en Pinewood Studios en Johor, durante dos meses. Ambientada en Kuala Lumpur, la adaptación fue diseñada para utilizar actores locales, composiciones musicales, el idioma malayo y valores asiáticos. Los ejecutivos de la cadena consideraron adaptar otras series como Hannah Montana, pero finalmente descubrieron que Wizards tuvo mejor resonancia entre las audiencias de prueba. Wizards of Warna Walk se transmitió en Malasia, Singapur, Indonesia, Tailandia y Filipinas.

### Volver a ver el podcast
En diciembre de 2022 se anunció que DeLuise y Stone comenzarían a presentar un podcast titulado Wizards of Waverly Pod. El podcast se estrenó el 6 de febrero de 2023 a través de la red de podcasts PodCo propiedad de Christy Carlson Romano. Gómez apareció como invitada en un episodio.

### Serie secuela
Varios miembros principales del elenco han mencionado la posibilidad de una serie de reunión desde 2017. Greenwald dijo en 2017 que le gustaría que Wizards of Waverly Place continuaran con un largometraje de alto presupuesto en la línea de Harry Potter. También compartió una idea para una serie precuela que seguiría a Jerry mientras asistía a WizTech en sus años de escuela secundaria y presentaría a sus hermanos. En agosto de 2020, Henrie comentó que todos los actores clave estaban abiertos a producir una reactivación de la serie; aclaró que aún no se habían producido conversaciones formales con Disney. Henrie sugirió que el resurgimiento podría girar en torno a una familia Russo desconectada, varios años después, que están teniendo éxito por separado pero deben aprender a unirse nuevamente.
Deadline Hollywood informó en enero de 2024 que Disney Branded Television había encargado un piloto para una secuela de la serie protagonizada por Henrie como serie regular y Gomez como estrella invitada. El piloto, escrito por Jed Elinoff y Scott Thomas, gira en torno a una joven y poderosa maga llamada Billie, que acude a Justin Russo en busca de entrenamiento y le insta a retomar su vida como mago, después de haber elegido vivir una vida normal con su esposa y sus dos hijos.